# Marathon van Parijs 1998
De marathon van Parijs 1998 werd gelopen op zondag 5 april 1998. Het was de 22e editie van deze marathon.
De Keniaan Jackson Kabiga was het sterkst bij de mannen en zegevierde in 2:09.36. De Australische Nicole Carroll won bij de vrouwen in 2:27.06.

## Uitslagen

### Mannen
| rang   | naam                 | land | tijd    |
| ------ | -------------------- | ---- | ------- |
| Goud   | Jackson Kabiga       | KEN  | 2:09.36 |
| Zilver | Mwenze Kalombo       | COD  | 2:09.53 |
| Brons  | Leszek Beblo         | POL  | 2:10.42 |
| 4      | Mohamed Guennani     | FRA  | 2:10.46 |
| 5      | Mukhamet Nazipov     | KAZ  | 2:11.01 |
| 6      | Isaac Chemobo        | KEN  | 2:12.05 |
| 7      | Jose Lopes           | POR  | 2:12.08 |
| 8      | Grzegorz Gajdus      | POL  | 2:12.15 |
| 9      | Samuel Okemwa        | KEN  | 2:12.20 |
| 10     | Igor Osmak           | UKR  | 2:12.29 |
| 11     | Silvio Guerra        | ECU  | 2:12.30 |
| 12     | Sergey Kaledin       | RUS  | 2:12.34 |
| 13     | Leonid Shvetsov      | RUS  | 2:12.37 |
| 14     | Jean-Pierre Monciaux | FRA  | 2:12.39 |
| 15     | Antonio Salvador     | POR  | 2:12.39 |
| 16     | John Kipsang         | KEN  | 2:13.21 |
| 17     | Giovanni Ruggiero    | ITA  | 2:13.54 |
| 18     | Ezekiel Bitok        | KEN  | 2:14.52 |
| 19     | Vitor Vasco          | POR  | 2:14.54 |
| 20     | Pascal Blanchard     | FRA  | 2:15.34 |

### Vrouwen
| rang   | naam             | land | tijd    |
| ------ | ---------------- | ---- | ------- |
| Goud   | Nicole Carroll   | AUS  | 2:27.06 |
| Zilver | Alina Gherasim   | ROU  | 2:28.37 |
| Brons  | Tami Yada        | JPN  | 2:29.45 |
| 4      | Simona Staicu    | ROU  | 2:30.52 |
| 5      | Judit Nagy       | HUN  | 2:31.11 |
| 6      | Angelina Kanana  | KEN  | 2:32.21 |
| 7      | Elena Razdrogina | RUS  | 2:33.11 |
| 8      | Olga Loginova    | RUS  | 2:33.21 |
| 9      | Irina Permitina  | RUS  | 2:34.05 |
| 10     | Isabel Sousa     | POR  | 2:41.21 |
| 11     | Andrea Hofmann   | AUT  | 2:50.55 |
| 12     | Ghislaine Pena   | FRA  | 2:52.37 |

1976 ·
1977 ·
1978 ·
1979 ·
1980 ·
1981 ·
1982 ·
1983 ·
1984 ·
1985 ·
1986 ·
1987 ·
1988 ·
1989 ·
1990 ·
1991 ·
1992 ·
1993 ·
1994 ·
1995 ·
1996 ·
1997 ·
1998 ·
1999 ·
2000 ·
2001 ·
2002 ·
2003 ·
2004 ·
2005 ·
2006 ·
2007 ·
2008 ·
2009 ·
2010 ·
2011 · 
2012 · 
2013 ·
2014 ·
2015 ·
2016 ·
2017